# ایوار وانن
ایوار وانن (انگلیسی: Iivar Väänänen; ۱۷ سپتامبر ۱۸۸۷ – ۱۳ آوریل ۱۹۵۹) ورزشکار اهل فنلاند بود.
وی در مسابقات کشوری و بین‌المللی در مجموع برندهٔ ۱ مدال برنز شده‌است.